# Myromeus luzonicus
Myromeus luzonicus är en skalbaggsart som beskrevs av Fisher 1925. Myromeus luzonicus ingår i släktet Myromeus och familjen långhorningar.
Artens utbredningsområde är Filippinerna. Inga underarter finns listade i Catalogue of Life.